# Global Recordings Network
 (avril 2012).
L'œuvre Global Recordings Network (GRN, Audio Vie en français) a été fondée Joy Ridderhof à Los Angeles en 1939 sous le nom « Gospel Recordings ». La vision de GRN est de « communiquer l'évangile de Jésus-Christ, par le moyen d'enregistrement audio, à tous les peuples de la terre dans leur langue maternelle ».
Audio Vie est la filiale francophone de GRN.
Son but : enregistrer et diffuser l'Évangile de Jésus-Christ dans toutes les langues et tous les dialectes du monde au moyen de messages audio (cassettes, CD, mp3). Faire entendre la Bonne Nouvelle en priorité aux peuples non atteints, à ceux qui ne savent pas lire, aux démunis, aux étrangers. Les messages AudioVie existent dans environ 6 000 langues et dialectes.

## Livres
- 1978 - Capturing Voices par Phyllis Thompson, biographie de Joy Ridderhof et histoire des débuts de Gospel Recordings (en anglais).